# Hoplatria clavigera
Hoplatria clavigera är en mångfotingart som beskrevs av Karl Wilhelm Verhoeff 1941. Hoplatria clavigera ingår i släktet Hoplatria och familjen orangeridubbelfotingar. Inga underarter finns listade i Catalogue of Life.